# Auf der Noll

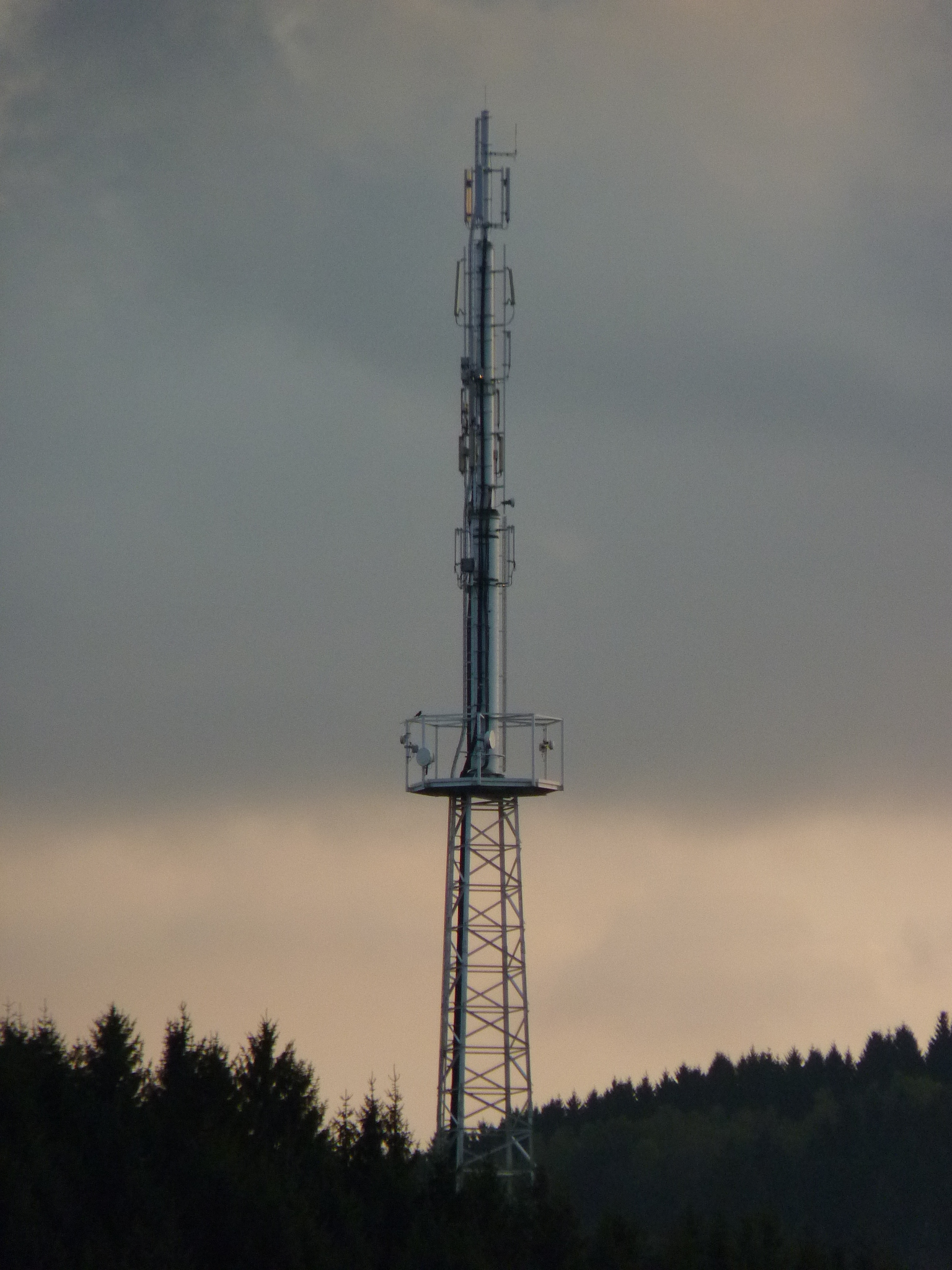
Der Sendeturm auf dem Halsberg, der Westnordwest-Schulter von Auf der Noll

Der Berg Auf der Noll zwischen Salchendorf und Grissenbach im nordrhein-westfälischen Kreis Siegen-Wittgenstein ist eine 474,1 m ü. NHN hohe Erhebung in den Siegerländer Rothaar-Vorhöhen.

## Geographie

### Lage
Der Berg Auf der Noll erhebt sich in den Siegerländer Rothaar-Vorhöhen nahe der Grenze zum Rothaargebirge. Er befindet sich im Naturpark Sauerland-Rothaargebirge auf dem Bergrücken zwischen dem Tal der Sieg und jenem des Werthenbachs. Sein Gipfel liegt 980 m (jeweils Luftlinie) nordnordöstlich des Ortskerns Salchendorfs, 890 m südsüdöstlich von jenem Grissenbachs und etwa 2 km südöstlich des Ortskerns von Deuz; sie alle sind Ortsteile von Netphen. Seine ostnordöstliche Nachbarerhebung ist der Heinenberg (530,7 m), und sein Westnordwestausläufer, auf dem ein Sendeturm steht, wird Halsberg (389 m) genannt.
Der Berg hat zwei Kuppen – die 474,1 m hohe Südostkuppe mit dem Berggipfel und die 473 m hohe Nordwestkuppe. Er ist größtenteils bewaldet, allerdings existieren am Bergfuß mehrere Felder. Auf der Erhebung liegen Teile des Landschaftsschutzgebiets Netphen (CDDA-Nr. 390136; 1985 ausgewiesen; 118,9074 km² groß).

### Naturräumliche Zuordnung
Auf der Noll gehört in der naturräumlichen Haupteinheitengruppe Süderbergland (Nr. 33) und in der Haupteinheit Siegerland (331) zur Untereinheit Siegerländer Rothaar-Vorhöhen (331.2).

### Fließgewässer
Am Nordwesthang des Berges Auf der Noll entspringt der kleine etwa 300 m lange Sieg-Zufluss Diederseifen, nordöstlich vorbei fließt der etwa 1000 m lange Hellsbach, welcher im Übergangsbereich zwischen den Bergen Auf der Noll und Heinenberg entspringt, und südöstlich vorbei der etwa 2,3 km lange Schalkenbach.

## Gräberfeld
1955 wurden auf dem Berg eisenzeitliche Keramikfragmente und steinzeitliche Artefakte, 1987 ein Gräberfeld mit 67 Bestattungen gefunden. Die Nekropole wurde unter der Leitung von H. Laumann mit Unterbrechungen von 1987 bis 1996 ausgegraben. Auf einer Fläche von ca. 50 m × 60 m wurden 27 Urnengräbern mit und ohne Deckelgefäß, 38 Leichenbrandnester und ein Körpergrab gefunden. Circa 100 m östlich davon lag ein beraubter Grabhügel. Letzterer enthielt, ebenso wie das erwähnte Körpergrab, keine Knochenreste mehr. Von den insgesamt 67 Bestattungen konnten nur 22 anhand der Beigaben chronologisch auf die älteren Eisenzeit und die Mittel- und Spätlatènezeit datiert werden. Die geringe Zahl an Toten, die über 600 Jahre auf dem Gräberfeld bestattet wurden, lässt nur eine kleine Ansiedlung einer oder weniger Gruppen vermuten. Allerdings wird die tatsächliche Zahl an Gräbern höher gewesen sein, da zahlreiche Bestattungen oberflächennah und vom Ackerbau stark beeinträchtigt angetroffen wurden.

## Wandern
Über den Berg führt ein weit verzweigtes Wegnetz, darunter der von Deuz kommende Rothaarsteig-Zubringer, welcher anschließend über den Heinenberg und die Stiegelburg führt und in der Nähe des Lahnhofs auf den Rothaarsteig stößt. Entlang der Berghänge führen mehrere asphaltierte Wirtschaftswege.